# Sonate K. 151
La sonate K. 151 (F.101/L.330) en fa majeur est une œuvre pour clavier du compositeur italien Domenico Scarlatti.

## Présentation
La sonate K. 151 en fa majeur est notée Andante puis Allegro. Elle contient quelques changements intéressants de tonalités.

## Manuscrits
Le manuscrit principal est le numéro 4 du volume I (Ms. 9772) de Venise (1752), copié pour Maria Barbara ; les autres sont Parme I 4 (Ms. A. G. 31406), Münster IV 25 (Sant Hs 3967) et Vienne B 25 (VII 28011 B).

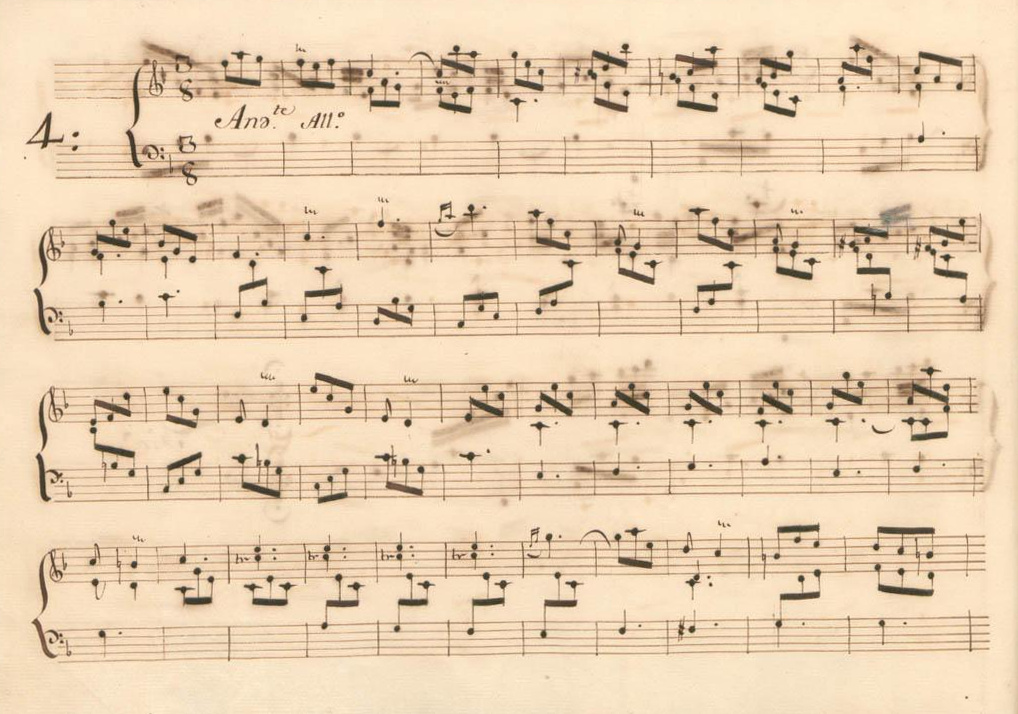
Parme I 4.
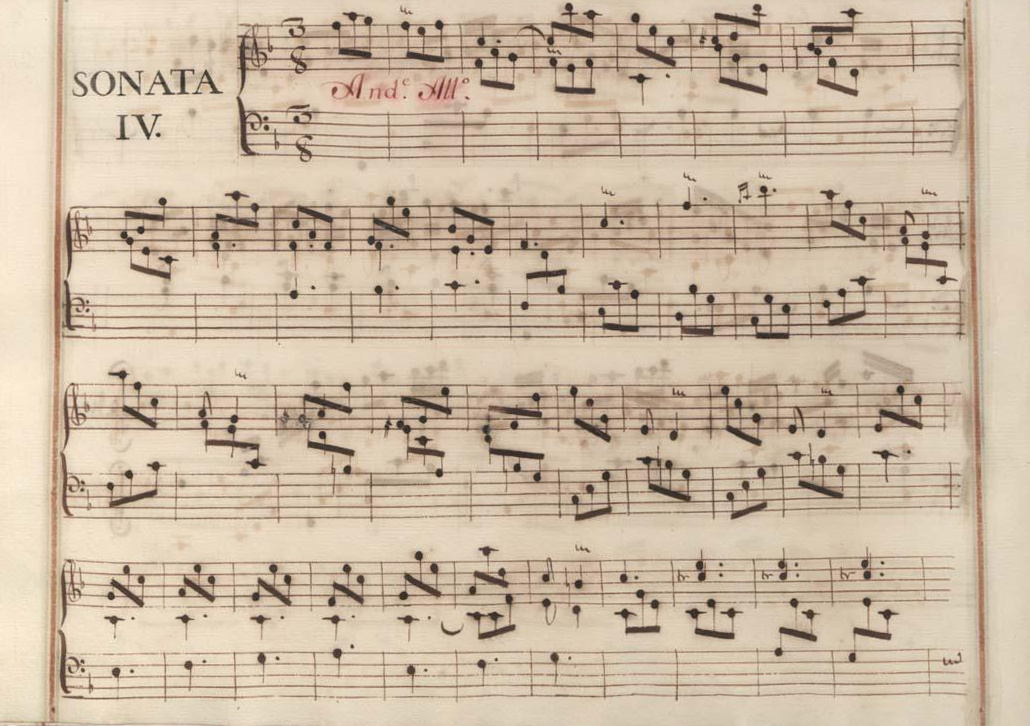
Venise I 4.

## Interprètes
La sonate K. 151 est défendue au piano notamment par Gerda Struhal (2007, Naxos, vol. 12) et Carlo Grante (2009, Music & Arts, vol. 1) ; au clavecin par Scott Ross (1985, Erato), Pierre Hantaï (1992, Astrée et 2005, Mirare, vol. 3), Ottavio Dantone (Stradivarius), Richard Lester (2001, Nimbus, vol. 3), Pieter-Jan Belder (Brilliant Classics, vol. 4) et Frédérick Haas (2016, Hitasura).

## Sources
: document utilisé comme source pour la rédaction de cet article.
- Ralph Kirkpatrick (trad. de l'anglais par Dennis Collins), Domenico Scarlatti, Paris, Lattès, coll. « Musique et Musiciens », 1982 (1re éd. 1953 (en)), 493 p. (ISBN 978-2-7096-0118-4, OCLC 954954205, BNF 34689181).
- Alain de Chambure, « Domenico Scarlatti : Intégrale des sonates — Scott Ross », Erato (2564-62092-2), 1985 (OCLC 891183737) .